# Listă de comitate din statul Massachusetts

Massachusetts counties

Această pagină este o listă a comitatelor statului Massachusetts, care cuprinde cele 14 comitate ale Commonwealth of Massachusetts, numele oficial al statului.

## Istoric
Statul Massachusetts a desființat nuanțat guvernele locale în șapte din cele 14 comitate ale sale, lăsând cinci dintre acestea fără nici un fel de guvernare la nivel de comitat, iar pentru două dintre ele, Comitatul Nantucket și Suffolk County, cu o combinație de guvern între cel orășenesc și cel de comitat. Districtele juridice și cele ale delimitării aplicării legii locale sunt încă aceleași cu cele ale vechilor limite ale comitatelor, chiar și acolo unde puterea locală a comitatului a fost abrogată.
Alte unsprezece comitate istorice au existat în Commonwealth of Massachusetts, majoritatea devenind "defuncte", atunci când teritoriul acestora a fost înglobat coloniei/provinciei New Hampshire, respectiv cedate în 1823 statului Maine, ambele fiind create pe suprafețe teritoriale care au fost considerate inițial de coloniști care au format Massachusetts ca fiind parte a acestuia. Cele mai vechi comitate existente în Massachusetts sunt Essex, Middlesex și Suffolk, create în 1643 împreună cu comitatul originar Norfolk, care a fost absorbit de viitorul stat New Hampshire și care nu are nici o relație cu comitatul modern Norfolk.
Când aceste comitate fuseseră create, ele erau parte a Massachusetts Bay Colony, care va urma a rămâne separată de Colonia Plymouth și de comitatele acesteia până în 1691.  Comitatul Hampden, creat în 1812, este cel mai recent creat din Massachusetts, deși comitatul Penobscot ar trebui să poarte această distincție odată cu desprinderea statului Maine din statul Massachusetts în 1820. Majoritatea comitatelor statului Massachusetts poartă nume engleze fiind numite în onoarea a diverse lucuri din Anglia, reflectând statul colonial englez al Commonwealth-ului.
Termenul tipic englez, shire town, definește o localitate urbană din Massachusetts care avea o curte de justiție, respectiv oficii administrative ale comitatului,  Deși un comitat putea avea multiple astfel de shire towns,, termenul de county seat, desemnând un sediu de comitat este termenul standard utilizat pentru a desemna localitatea urbană de unde comitatul era condus.

## Cele 14 comitate actuale listate alfabetic
| Ordine Număr USCB                                              | Comitatul           | Creat | Suprafață totală (în km²) | Suprafată terestră (în km²) | Populație (2000) | Pop./km² | Sediu                  |
| -------------------------------------------------------------- | ------------------- | ----- | ------------------------- | --------------------------- | ---------------- | -------- | ---------------------- |
| 01. (25-001 Arhivat în 7 iunie 2011, la Wayback Machine.)      | Barnstable (c și f) | 1685  | 3.382                     | 1.024                       | 222.230          | 217,02   | Barnstable             |
| 02. (25-003 Arhivat în 7 iunie 2011, la Wayback Machine.)      | Berkshire (c și f)  | 1685  | 2.451                     | 2.412                       | 134.953          | 55,95    | Pittsfield             |
| 03. (25-005 Arhivat în 7 iunie 2011, la Wayback Machine.)      | Bristol (c și f)    | 1685  | 1.790                     | 1.440                       | 534.678          | 371,30   | Taunton                |
| 04. (25-007 Arhivat în 26 februarie 2016, la Wayback Machine.) | Dukes (c și f)      | 1681  | 1.272                     | 269                         | 29.467           | 55,71    | Edgartown              |
| 05. (25-009 Arhivat în 29 iunie 2011, la Wayback Machine.)     | Essex (c și f)      | 1643  | 2.146                     | 1.297                       | 723.419          | 557,76   | Salem și Lawrence      |
| 06. (25-011 Arhivat în 24 februarie 2016, la Wayback Machine.) | Franklin (c și f)   | 1811  | 1.877                     | 1.818                       | 71.535           | 39,35    | Greenfield             |
| 07. (25-013 Arhivat în 7 iunie 2011, la Wayback Machine.)      | Hampden (c și f)    | 1812  | 1.634                     | 1.602                       | 456.228          | 284,79   | Springfield            |
| 08. (25-015 Arhivat în 7 iunie 2011, la Wayback Machine.)      | Hampshire (c și f)  | 1662  | 1.413                     | 1.370                       | 152.251          | 111,12   | Northampton            |
| 09. (25-017 Arhivat în 7 iunie 2011, la Wayback Machine.)      | Middlesex (c și f)  | 1643  | 2.195                     | 2.133                       | 1.465.396        | 687,01   | Cambridge și Lowell    |
| 10. (25-019 Arhivat în 19 mai 2001, la Wayback Machine.)       | Nantucket (c și f)  | 1641  | 272,6                     | 123,8                       | 10.531           | 85,06    | Nantucket              |
| 11. (25-021 Arhivat în 7 iunie 2011, la Wayback Machine.)      | Norfolk (c și f)    | 1685  | 1.150                     | 1.035                       | 650.308          | 628,32   | Dedham                 |
| 12. (25-023 Arhivat în 6 august 2011, la Wayback Machine.)     | Plymouth (c și f)   | 1685  | 2.832                     | 1.712                       | 472.822          | 276,18   | Plymouth și Brockton   |
| 13. (25-025 Arhivat în 31 iulie 2011, la Wayback Machine.)     | Suffolk (c și f)    | 1643  | 311                       | 152                         | 686.807          | 4.531,62 | Boston                 |
| 14. (25-027 Arhivat în 27 august 2011, la Wayback Machine.)    | Worcester (c și f)  | 1731  | 4.090                     | 3.919                       | 750.963          | 191,62   | Worcester și Fitchburg |

## Comitatele istorice care au fost desființate sau transferate altor state
| Număr | Comitat               | Creat | Desființat | Ceea ce s-a întâmplate ulterior |
| ----- | --------------------- | ----- | ---------- | --- |
| 21.   | Comitatul Cumberland  | 1760  | 1820       | Transferat statului Maine |
| 22.   | Comitatul Devonshire  | 1674  | 1675       | Desființat |
| 23.   | Comitatul Hancock     | 1789  | 1820       | Transferat statului Maine |
| 24.   | Comitatul Kennebec    | 1799  | 1820       | Transferat statului Maine |
| 25.   | Comitatul Lincoln     | 1760  | 1820       | Transferat statului Maine |
| 26.   | Comitatul Old Norfolk | 1643  | 1679       | Desființat - cea mai mare partea a teritoriului său a revenit statului New Hampshire                                                                                               |
| 27.   | Comitatul Oxford      | 1805  | 1820       | Transferat statului Maine |
| 28.   | Comitatul Penobscot   | 1816  | 1820       | Transferat statului Maine |
| 29.   | Comitatul Somerset    | 1809  | 1820       | Transferat statului Maine |
| 30.   | Comitatul Washington  | 1789  | 1820       | Transferat statului Maine |
| 31.   | Comitatul York        | 1652  | 1820       | Transferat statului Maine - În componența statului Massachusetts, acest comitat a fost desființat de două ori, o dată între 1664 și 1668, respectiv a doua oară între 1680 și 1691 |